# Diazodinitrofenol

Strukturformel för DDNP.

Diazodinitrofenol (DDNP) är ett gul-brunt högexplosivt pulver. Ämnet är lösligt i aceton och olösligt i vatten. En kall lösning av natriumhydroxid kan användas för att förstöra ämnet. DDNP används som primärsprängämne och har egenskaper som liknar blyazids vad gäller friktionskänslighet; DDNP är dock kraftigare.
Ämnet kan framställas från pikraminsyra, som i sin tur framställs från pikrinsyra.